# Musikjahr 1894
Liste der Musikjahre

◄◄ | ◄ | 1890 | 1891 | 1892 | 1893 | Musikjahr 1894 | 1895 | 1896 | 1897 | 1898 | ► | ►►

Weitere Ereignisse
Dieser Artikel behandelt das Musikjahr 1894.

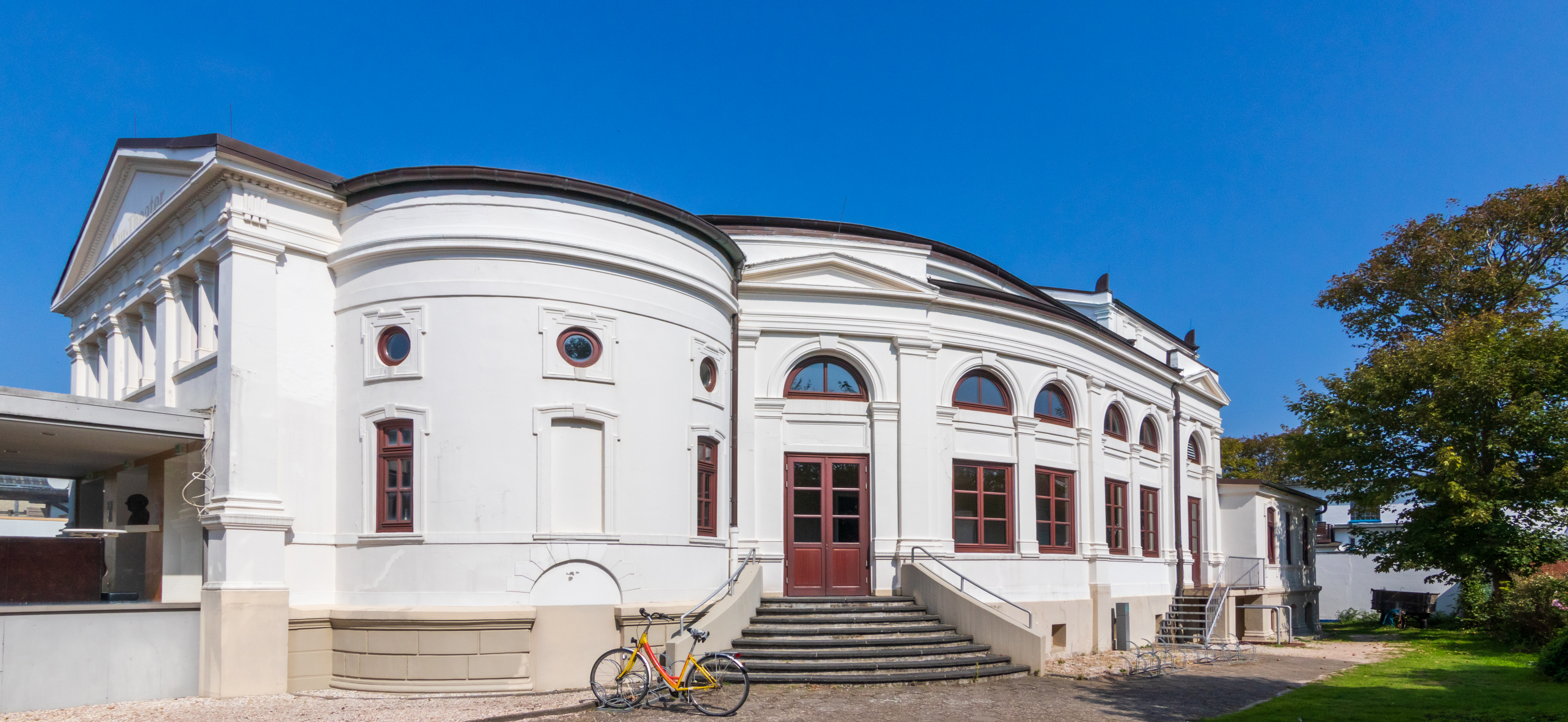
Kurtheater Norderney

## Ereignisse
- 13. März: In Paris wird im Varietétheater Divan Fayounau der erste Striptease professionell getanzt. Die Künstlerin erhält wegen ihrer Vorführung eine Geldstrafe.
- 01. Juli: Das Kur-Theater Norderney, eines der ältesten Theater in Ostfriesland, wird mit der Komödie Der Herr Senator von Franz von Schönthan und Gustav Kadelburg feierlich eröffnet.
- 16. Oktober: Kaiser Wilhelm II. eröffnet in Wiesbaden das Neue Hoftheater, das heutige Hessische Staatstheater.
- 22. Dezember: Mit dem Orchesterwerk Prélude à l’après-midi d’un faune von Claude Debussy wird in Paris das erste bedeutende Werk des musikalischen Impressionismus uraufgeführt.

### Instrumental- und Vokalmusik (Auswahl)
- 25. April: Private Uraufführung des Liederzyklus La Bonne Chanson op. 61 von Gabriel Fauré
- Anton Stepanowitsch Arenski: Klaviertrio Nr. 1 d-Moll op. 32
- Claude Debussy: Images oubliées L.87
- Antonín Dvořák: Rondo für Violoncello und Orchester op. 94, Uraufführung am 16. Dezember; Suite A-Dur op. 98 (Die Amerikanische) (Klaviermusik); Zwei Klavierstücke (Berceuse, Capriccio);  Humoresken op. 101; Biblische Lieder op. 99 für Singstimme und Klavier; Zwei Klavierstücke B. 188
- Camille Saint-Saëns: Havanaise für Violine und Orchester (Uraufführung: 7. Januar)
- Christian Sinding: Sinfonie Nr. 1 d-moll op. 21
- Johann Strauss (Sohn): Ich bin dir gut! (Walzer) op. 455
- Charles-Marie Widor: Klavierquintett op. 68; 5 Valses op. 71 (Klaviermusik); Troisième Symphonie pour Orgue et Orchestre, op. 69

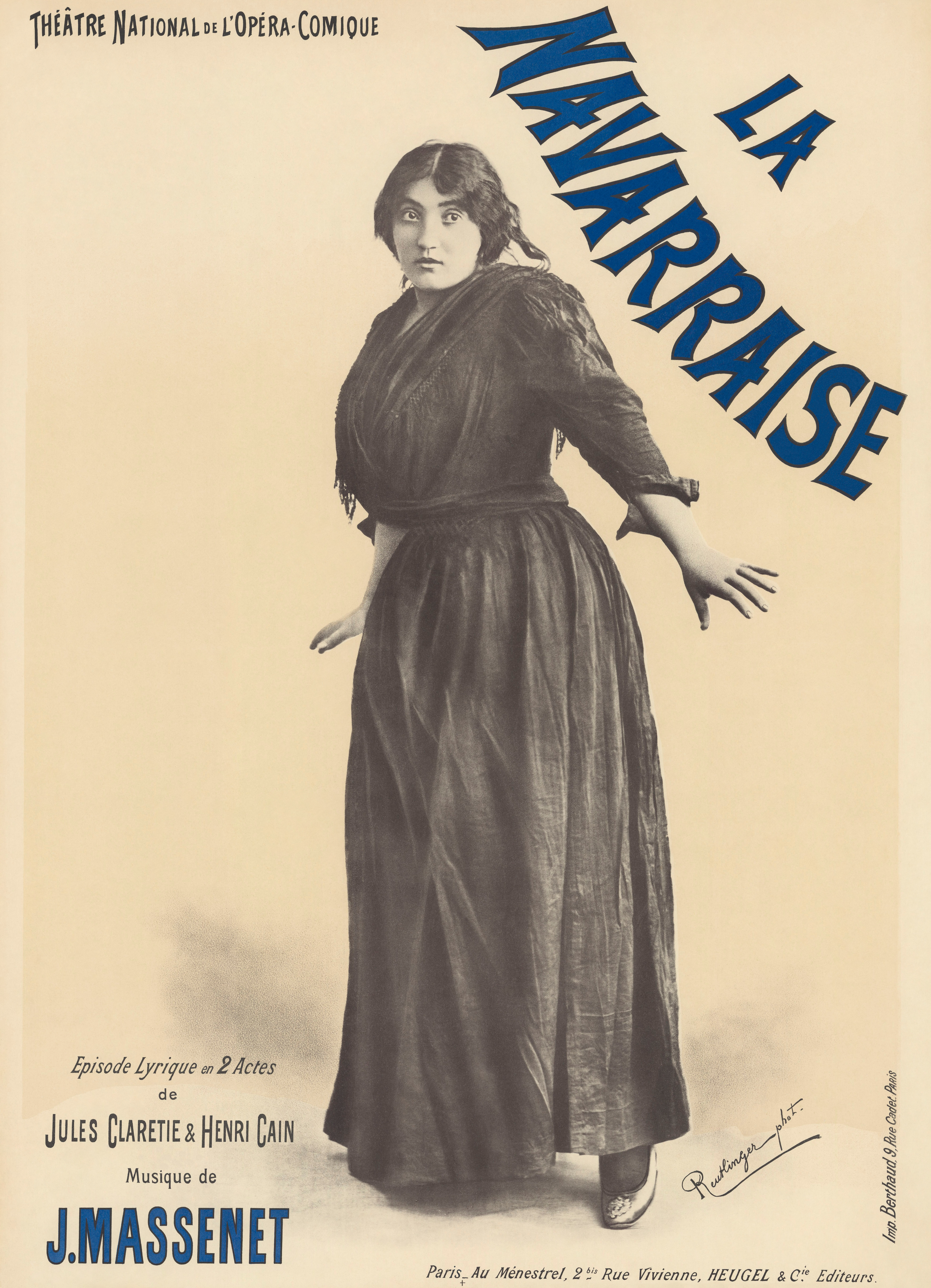
Jules Massenet – La Navarraise – Poster von 1895

### Musiktheater
- 05. Januar: Die Wiener Operette Der Obersteiger von Carl Zeller auf das Libretto von Moritz West und Ludwig Held wird am Theater an der Wien in Wien mit Alexander Girardi in der Hauptrolle uraufgeführt.
- 16. März: Die Uraufführung der Oper Thaïs von Jules Massenet mit einem Libretto von Louis Gallet basierend auf dem gleichnamigen Roman von Anatole France findet an der Grand Opéra Paris statt und wird kritisch aufgenommen.
- 18. März: Uraufführung der Oper Weltfrühling von Hans Huber in Basel
- 08. Mai: Uraufführung der Oper Le portrait de Manon von Jules Massenet in der Opéra-Comique, Paris
- 10. Mai: In Weimar wird die erste Oper von Richard Strauss, Guntram, uraufgeführt. Sie wird zwar freundlich aufgenommen, jedoch nach wenigen Vorstellungen wieder abgesetzt.
- 18. Mai: Uraufführung der Oper Raffael (Orig.: Rafael') von Anton Stepanowitsch Arenski im Bolschoi-Theater in Moskau
- 20. Juni: Uraufführung der Oper La Navarraise von Jules Massenet im Royal Opera House Covent Garden in London
- 06. August: Private Uraufführung des anakreontischen Balletts Le Réveil de Flore in einer Galaveranstaltung vor dem russischen Zarenhof in Schloss Peterhof in Sankt Petersburg. Das Libretto stammt von Marius Petipa und Lew Iwanow und die Musik von Riccardo Drigo.
- 16. September: Uraufführung der Operette Die Chansonette von Rudolf Dellinger am Residenztheater in Dresden
- 12. Oktober: Uraufführung der Operette  Jabuka von Johann Strauss (Sohn) im Theater an der Wien in Wien. Strauss komponierte dieses Werk zu seinem eigenen 50-jährigen Jubiläum als Musiker
- 13. November: Uraufführung der Oper Ingwelde von Max von Schillings am Hoftheater in Karlsruhe
- 12. Dezember: Uraufführung der komischen Oper The Chieftain von Arthur Sullivan im Savoy-Theater, London.
- 16. Dezember: Die Oper Donna Diana von Emil Nikolaus von Reznicek wird am Deutschen Theater in Prag uraufgeführt. Als Vorlage diente dem Komponisten das spanische Lustspiel El desdén con el desdén von Agustín Moreto.
- 22. Dezember: Uraufführung der Operette Der Probekuss von Carl Millöcker im Theater an der Wien in Wien.

Weitere Bühnenwerksuraufführungen
- Richard Genée: Freund Felix (Operette)
- Sidney Jones: An Artist's Model (musikalisches Bühnenwerk)
- Richard Heuberger: Mirjam oder Das Manifest (Oper)
- Adolf Müller junior: Lady Charlatan (Operette)

## Musikinstrumente
- Die Söhne des Orgelbauers John Abbey, E. et J. Abbey vollenden die Orgel in der Kirche Notre-Dame in Louviers.[1]

## Gründungen
- Stehle Orgelbau – deutsches Orgelbauunternehmen aus Bittelbronn

## Geboren

### Januar bis März
- 03. Januar: Benito Canónico, venezolanischer Komponist († 1971)
- 04. Januar: Cédia Brault, kanadische Sängerin († 1972)
- 04. Januar: Wesley La Violette, US-amerikanischer Komponist († 1978)
- 07. Januar: José Rozo Contreras, kolumbianischer Komponist († 1976)
- 17. Januar: Hugo Chaim Adler, belgischer Komponist, Kantor und Chorleiter († 1955)
- 18. Januar: Robert Bréard, französischer Komponist († 1973)
- 20. Januar: Paul Erich Ewert, deutscher Kantor, Organist und Orgelbauer († 1955)
- 20. Januar: Walter Piston, US-amerikanischer Komponist († 1976)
- 22. Januar: Hermann Hofmann, Schweizer Kapellmeister, Orchester- und Chordirigent († 1968)
- 25. Januar: Sergei Wassiljewitsch Jewsejew, russischer Komponist († 1956)
- 25. Januar: Marguerite Roesgen-Champion, Schweizer Komponistin und Cembalistin († 1976)
- 27. Januar: Vicente T. Mendoza, mexikanischer Musikwissenschaftler und Folkloreforscher († 1964)

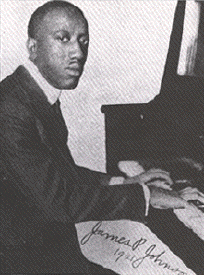
James P. Johnson; * 1. Februar

- 01. Februar: James P. Johnson, US-amerikanischer Pianist und Komponist († 1955)
- 05. Februar: William Wernigk, österreichischer Opernsänger († 1973)
- 07. Februar: Alfred Strauß, österreichischer Sänger und Gesangspädagoge († 1966)
- 08. Februar: Rosita Renard, chilenische Pianistin († 1949)
- 12. Februar: Emil Kornsand, deutsch-amerikanischer Violinist, Bratschist und Komponist († 1973)
- 14. Februar: Tata Nacho, mexikanischer Komponist († 1968)
- 28. Februar: Josef Hutter, tschechischer Musikwissenschaftler und -pädagoge († 1959)
- 04. März: Basil Maine, britischer Musikkritiker, Komponist, Schriftsteller, Erzähler und Priester († 1972)
- 05. März: Néstor Feria, uruguayischer Tangosänger, Gitarrist, Komponist und Schauspieler († 1948)
- 15. März: Sláva Vorlová, tschechische Pianistin, Dirigentin und Komponistin († 1973)
- 18. März: Hilda Kocher-Klein, deutsche Pianistin und Komponistin († 1975)
- 22. März: Germaine Lebel, kanadische Sängerin († 1972)
- 22. März: Tadeusz Ochlewski, polnischer Violinist, Musikpädagoge und Musikpublizist († 1975)
- 26. März: Mark Wessel, US-amerikanischer Komponist, Pianist und Musikpädagoge († 1973)
- 00. März: Vivian Langrish, englischer Pianist und Musikpädagoge († 1980)

### April bis Juni
- 02. April: Paul Lohmann, deutscher Konzert- und Oratoriensänger und Gesangspädagoge († 1981)
- 07. April: Miyagi Michio, japanischer Komponist und Kotospieler († 1956)
- 11. April: Horst Schneider, deutscher Organist und Orgelsachverständiger († 1984)
- 14. April: Anny van Kruyswyk, niederländische Sopranistin († 1976)

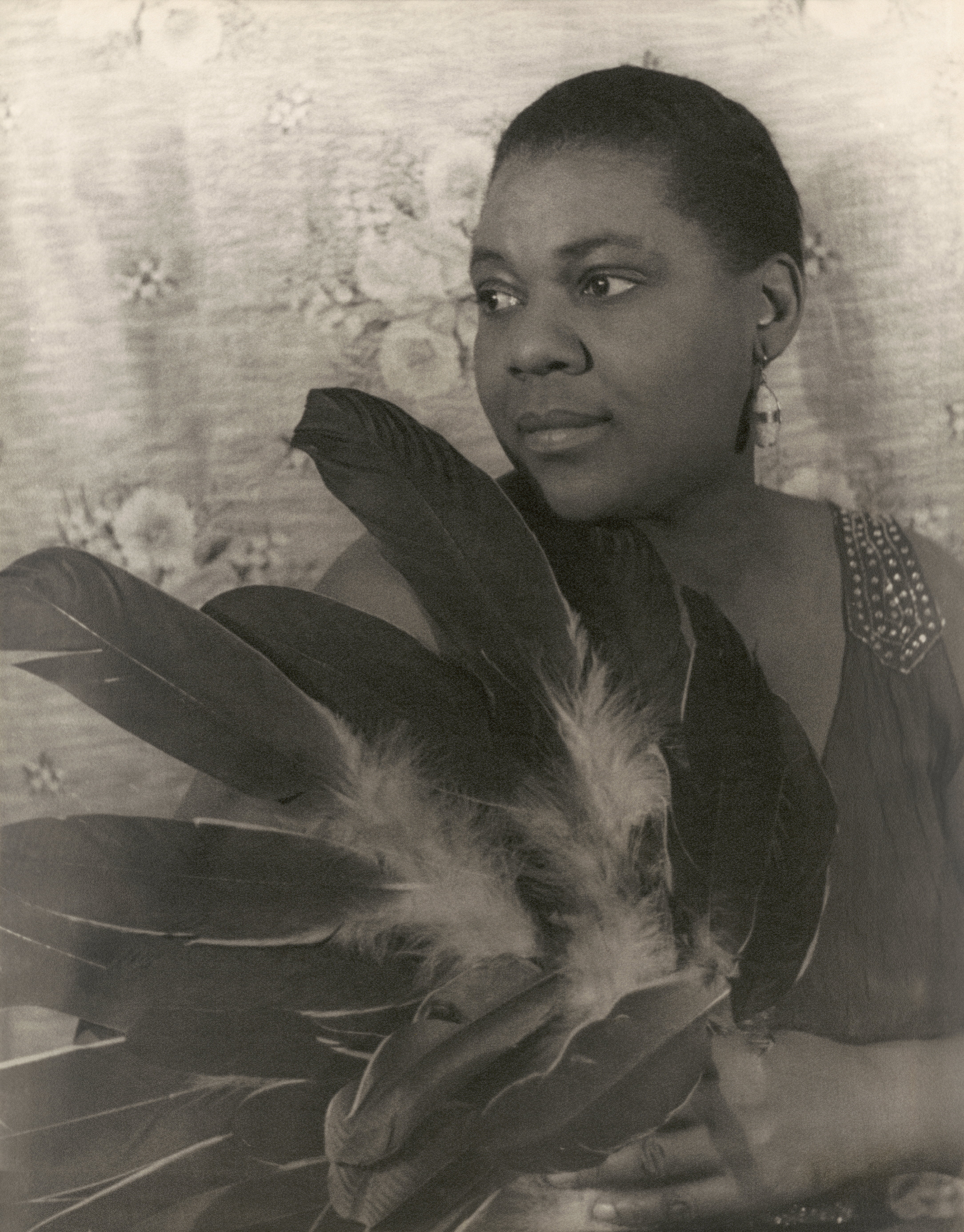
Bessie Smith; * 15. April

- 15. April: Bessie Smith, US-amerikanische Bluessängerin († 1937)
- 20. April: Hanna Schachenmeier, deutsche Autorin von Kinderbüchern, Lyrikerin und Librettistin († 1985)
- 01. Mai: Sam McGee, US-amerikanischer Gitarrist und Banjo-Spieler († 1975)
- 03. Mai: Philipp Wüst, deutscher Dirigent und Komponist († 1975)
- 05. Mai: Kaspar Roeseling, deutscher Komponist und Musikschriftsteller († 1960)

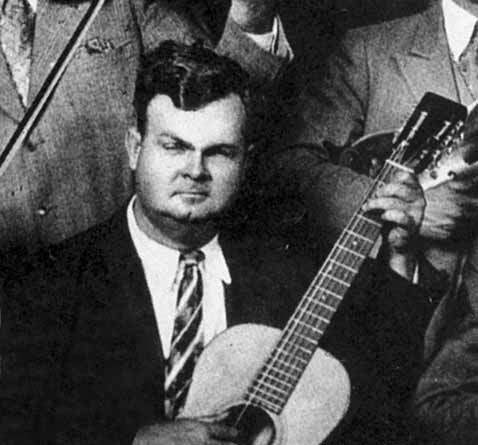
Riley Puckett; * 7. Mai

- 07. Mai: George Riley Puckett, US-amerikanischer Countrysänger († 1946)
- 09. Mai: Hal Swain, britischer Jazzmusiker († 1966)

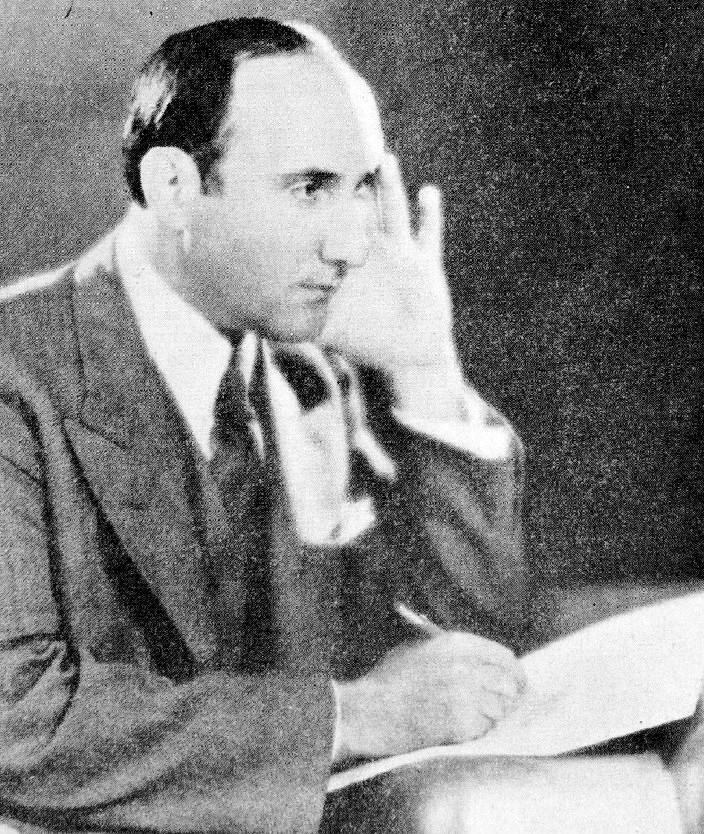
Dimitri Tiomkin; * 10. Mai

- 10. Mai: Dimitri Tiomkin, russisch/ukrainisch-US-amerikanischer Filmkomponist und Dirigent († 1979)
- 11. Mai: Martha Graham, US-amerikanische Tänzerin, Choreografin und Pädagogin († 1991)
- 15. Mai: José Cubiles, spanischer Pianist und Musikpädagoge († 1971)
- 15. Mai: Marion Sunshine, US-amerikanische Schauspielerin, Songwriterin und Komponistin († 1963)
- 15. Mai: Feliks Wrobel, polnischer Komponist († 1954)
- 20. Mai: Ewa Bandrowska-Turska, polnische Sängerin und Musikpädagogin († 1979)
- 20. Mai: Robert Katscher, österreichischer Komponist und Liedtextschreiber († 1942)
- 25. Mai: Fritz Gersbach, Schweizer Chorleiter und Komponist († 1973)
- 04. Juni: Mary Bolduc, kanadische Singer-Songwriterin († 1941)
- 07. Juni: Hanns Wolf, deutscher Pianist, Komponist und Klavierpädagoge († 1968)
- 08. Juni: Domenico De’ Paoli, italienischer Musikwissenschaftler, Musikkritiker und Komponist († 1984)
- 08. Juni: Erwin Schulhoff, tschechischer Komponist und Pianist († 1942)
- 10. Juni: Pavel Bořkovec, tschechischer Komponist († 1972)
- 14. Juni: Heddle Nash, englischer Sänger († 1961)
- 15. Juni: Robert Russell Bennett, US-amerikanischer Komponist († 1981)
- 15. Juni: Ernst Morawec, österreichischer Violinist, Bratschist und Musikpädagoge († 1980)
- 24. Juni: Juan Bautista Espínola Reyes, dominikanischer Musiker und Komponist († 1923)
- 27. Juni: Antoni Brosa i Vives, katalanischer Violinist und Musikpädagoge († 1979)

### Juli bis September
- 01. Juli: Bernard Heinze, australischer Musiker, Dirigent und Musikpädagoge († 1982)
- 08. Juli: John G. Frayne, irisch-amerikanischer Physiker, Erfinder, Tontechniker und Oscar-Preisträger († 1990)
- 14. Juli: Osvald Helmuth, dänischer Schauspieler und Sänger († 1966)
- 16. Juli: Horst Wolf, deutscher Heldentenor († 1980)
- 18. Juli: Bernard Wagenaar, US-amerikanischer Komponist und Geiger († 1971)
- 19. Juli: Jenő Vigh, ungarischer Musikkritiker, Journalist und Sänger († 1960)
- 22. Juli: Efim Schachmeister, deutscher Geiger und Tanzkapellenleiter († 1944)
- 25. Juli: Krešimir Baranović, kroatischer Komponist und Dirigent († 1975)
- 30. Juli: Francine Benoît, portugiesische Musikerin, Musiklehrerin, Komponistin, Dirigentin und Musikkritikerin († 1990)
- 02. August: Alfonso Esparza Oteo, mexikanischer Komponist, Pianist und Sänger († 1950)
- 13. August: Leonid Alexejewitsch Polowinkin, russischer Komponist († 1949)
- 14. August: Edmund Meisel, deutscher Dirigent, Komponist und Violinist († 1930)
- 17. August: August Liessens, belgisch-kanadischer Organist und Komponist († 1954)
- 17. August: Erich Orthmann, deutscher Komponist († 1945)
- 17. August: Josef Zora, tschechoslowakischer Tontechniker, Schauspieler, Rezitator und Theaterregisseur († 1971)
- 18. August: Butler May, US-amerikanischer Vaudeville-Künstler, Sänger, Songwriter, Pianist und Komiker († 1917)
- 26. August: Arthur Loesser, US-amerikanischer Pianist, Musikpädagoge und -schriftsteller († 1969)

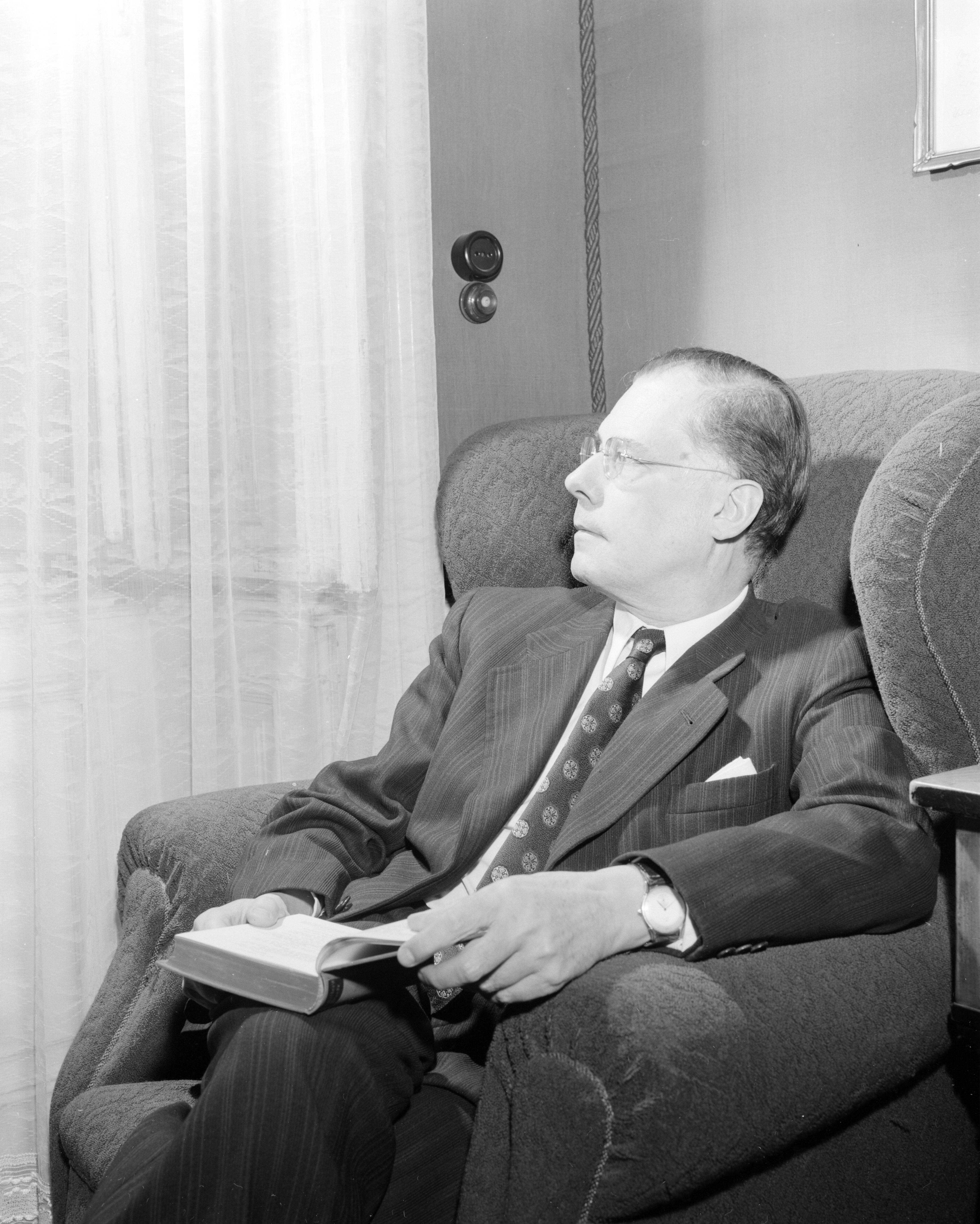
Karl Böhm; * 28. August

- 28. August: Karl Böhm, österreichischer Dirigent († 1981)
- 03. September: Antonio Gómezanda, mexikanischer Komponist und Pianist († 1961)
- 06. September: Herbert J. Sadler, kanadischer Organist, Komponist und Musikpädagoge († 1955)
- 08. September: Willem Pijper, niederländischer Komponist († 1947)
- 08. September: Andrée Vaurabourg-Honegger, französische Pianistin und Musikpädagogin († 1980)
- 09. September: Arthur Freed, US-amerikanischer Musicalproduzent und Liedertexter († 1973)
- 15. September: Herbert Windt, deutscher Komponist († 1965)
- 19. September: Gerhart von Westerman, deutscher Komponist und Intendant († 1963)
- 22. September: Hieronim Feicht, polnischer Musikwissenschaftler, Komponist und Musikpädagoge († 1967)

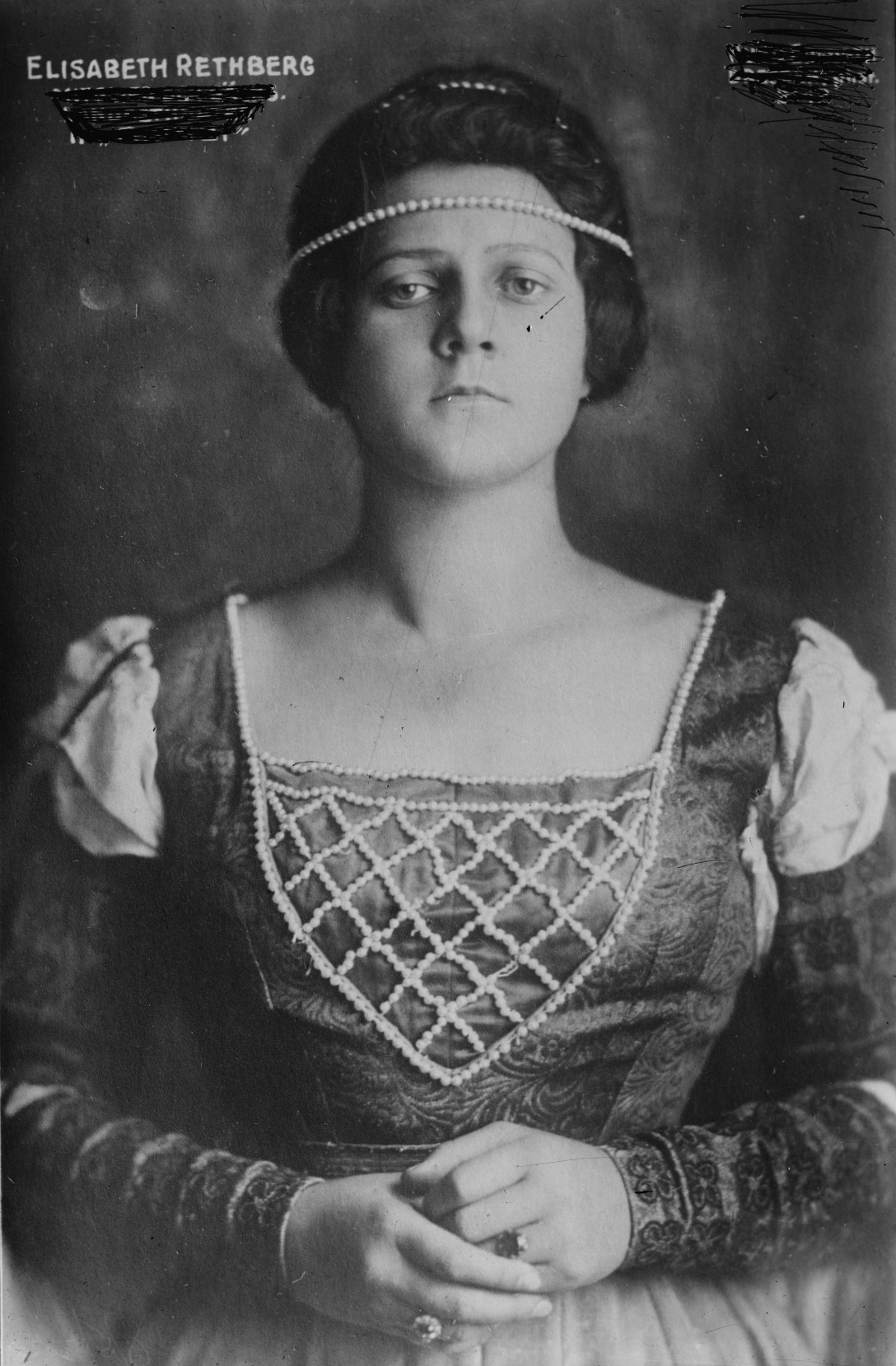
Elisabeth Rethberg; * 22. September

- 22. September: Elisabeth Rethberg, deutsche Sängerin († 1976)
- 25. September: Guillermo Barbieri, argentinischer Tango-Gitarrist, Sänger und Komponist († 1935)
- 25. September: Adolf Petters, sudetendeutscher Konzert- und Kabarettpianist († 1952)
- 29. September: Franco Capuana, italienischer Dirigent und Komponist († 1969)

### Oktober bis Dezember
- 01. Oktober: Ricardo Castillo, guatemaltekischer Komponist († 1966)
- 13. Oktober: Tania, argentinische Tangosängerin und Schauspielerin († 1999)
- 14. Oktober: Eyvind Laholm, US-amerikanischer Opernsänger (Tenor) († 1958)
- 16. Oktober: Francisco Casabona, brasilianischer Komponist († 1979)
- 25. Oktober: Wolfgang Jacobi, deutscher Komponist und Musikpädagoge († 1972)
- 28. Oktober: John Ronan, kanadischer Komponist, Chorleiter und Musikpädagoge († 1962)
- 28. Oktober: Fritz Wolff, deutscher Opernsänger und Gesangslehrer († 1957)
- 30. Oktober: Peter Warlock, britischer Komponist († 1930)
- 03. November: Newton Pádua, brasilianischer Komponist († 1966)
- 05. November: Eugene Zádor, ungarisch-amerikanischer Komponist († 1977)
- 25. November: Paul Pratt, kanadischer Komponist, Klarinettist, Dirigent und Musikpädagoge († 1967)
- 01. Dezember: Frank Fragale, US-amerikanischer Komponist italienischer Herkunft († 1955)
- 07. Dezember: Chris Dafeff, kanadischer Geiger, Chorleiter und Musikpädagoge († 1984)

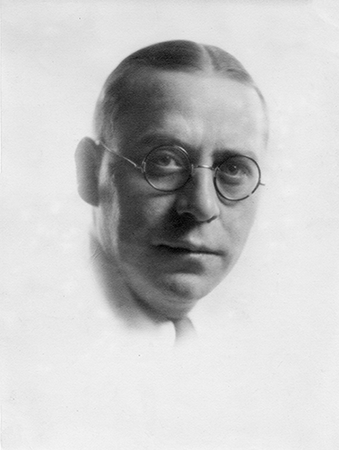
Charles Amberg; * 8. Dezember

- 08. Dezember: Charles Amberg, deutscher Librettist, Schlagertexter und Komponist († 1946)
- 12. Dezember: Karl Schönewolf, deutscher Musikwissenschaftler und Musikkritiker († 1962)
- 12. Dezember: Marcelle Soulage, französische Komponistin und Musikpädagogin († 1970)
- 15. Dezember: Joaquim Zamacois i Soler, katalanisch-chilenischer Musiktheoretiker, Musikpädagoge und Komponist († 1976)
- 17. Dezember: Arthur Fiedler, US-amerikanischer Dirigent († 1979)
- 19. Dezember: Paul Dessau, deutscher Komponist und Dirigent († 1979)
- 22. Dezember: Mihail Andricu, rumänischer Komponist, Pianist, Musikkritiker und -pädagoge († 1974)
- 23. Dezember: Curt Kretzschmar, deutscher Dirigent († 1973)
- 31. Dezember: Ernest John Moeran, englischer Komponist († 1950)

### Genaues Geburtsdatum unbekannt
- Phyllida Ashley, US-amerikanische Pianistin († 1975)
- Jack Ayre, kanadischer Pianist und Komponist († 1977)
- Dora Borissowna Beljawskaja, russische bzw. sowjetische Gesangspädagogin († 1986)
- Greville Cooke, englischer Komponist und Musikpädagoge († 1992)
- Pedro Echavarría Lazala, dominikanischer Flötist, Musikpädagoge und Komponist († 1967)
- Esteban Peña Morell, dominikanischer Komponist († 1938)
- Billy Munro, amerikanisch-kanadischer Pianist und Komponist († 1969)
- Andy Tipaldi, kanadischer Banjospieler († 1969)

## Gestorben
- 13. Januar: Emilie Leibnitz, deutsche Pianistin (* 1817)
- 15. Januar: Ludwig Schlögel, tschechischer Komponist, Hornist und Militärkapellmeister (* 1855)
- 03. Februar: Louis Lewandowski, deutscher Komponist (* 1821)
- 11. Februar: Emilio Arrieta, spanischer Komponist (* 1823)

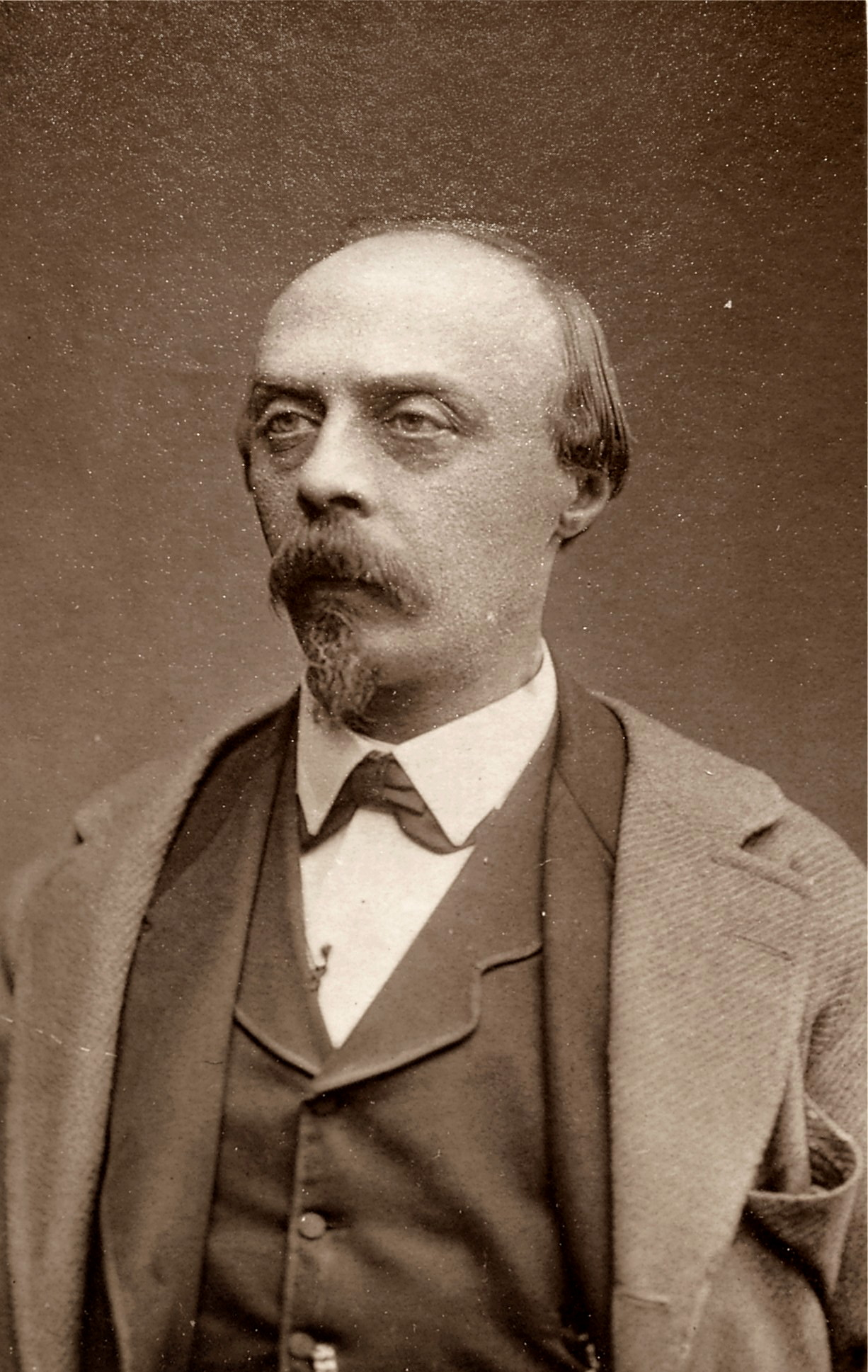
Hans von Bülow; † 12. Februar

- 12. Februar: Hans von Bülow, deutscher Komponist, Pianist, Dirigent und Kapellmeister (* 1830)
- 28. Februar: Janet Monach Patey, englische Sängerin (* 1842)
- 01. März: John Henry Cornell, US-amerikanischer Organist, Komponist und Lehrbuchautor (* 1828)
- 01. März: Robert Keil, deutscher Jurist, Schriftsteller und Liedtexter (* 1826)
- 12. März: Paul Fischer, deutscher Musikdirektor, Bibliothekar und Redakteur (* 1834)
- 24. März: Robert Prescott Stewart, irischer Organist, Dirigent und Komponist (* 1825)
- 06. April: Juan Hernández Acevedo, mexikanischer Flötist und Komponist (* 1863)
- 02. Mai: Pietro Abbà Cornaglia, italienischer Komponist und Organist (* 1854)
- 05. Juni: Marcelina Czartoryska, polnische Pianistin, Philanthropin und Förderin der Musik (* 1817)

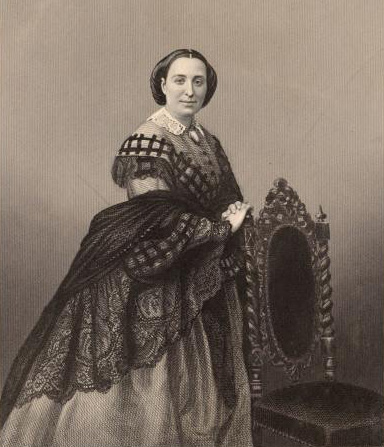
Rosina Penco; † 2. November

- 05. Juni: Immanuel Faißt, deutscher Komponist und Hochschullehrer (* 1823)
- 08. Juli: Wladimir Nikititsch Kaschperow, russischer Komponist (* 1827)
- 24. Juli: Paul Letondal, kanadischer Organist, Pianist, Cellist, Komponist und Musikpädagoge (* 1831)
- 25. Juli: Friedrich Knoll, böhmischer Kaufmann, Komponist, Pianist und Chorleiter (* 1825)
- 09. September: Eduard Hübsch, österreichisch-ungarischer Geiger, Dirigent und Komponist (* 1833)
- 13. September: Emmanuel Chabrier, französischer Komponist und Pianist (* 1841)
- 17. September: Amédée Godard, französischer Komponist (* unbekannt)
- 21. September: Emma Fursch-Madi, französische Sopranistin (* 1847)
- 30. Oktober: Max Schrattenholz, deutscher Pianist und Violinist (* 1842)
- 02. November: Rosina Penco, italienische Opernsängerin (* 1823)
- 20. November: Anton Rubinstein, russischer Komponist, Pianist und Dirigent (* 1829)
- 27. November: Colmar Baehr, preußischer Opernsänger (* 1834)